# Atherigona integrifemur
Atherigona integrifemur är en tvåvingeart som beskrevs av Fritz Isidore van Emden 1940. Atherigona integrifemur ingår i släktet Atherigona och familjen husflugor.
Artens utbredningsområde är Kenya. Inga underarter finns listade i Catalogue of Life.